# Yoël Armougom
Yoël Armougom, né le 5 juin 1998 à Saint-Denis de La Réunion (France), est un footballeur français d'origine réunionnaise qui évolue au poste de latéral gauche au Panserraikos FC.

## Carrière

### Débuts et formation
Né à Saint-Denis de La Réunion  dans une famille de sportifs (son père Yoland ayant été un ancien champion d'athlétisme) d'origine réunionnaise , Yoël Armougom signe sa première licence à l’AS Bretagne où il fait toutes ses classes. Entre-temps, il effectue des essais dans plusieurs clubs français comme le FC Nantes, le Stade rennais ou encore Troyes, essais qui se révèlent infructueux.
En attendant de pouvoir espérer une carrière professionnelle, Yoël Armougom s'affirme avec son club formateur le Saint-Denis FC ou il sera champion de la Division 2 Régionale. L'année suivante, il fait ses débuts en Régionale 1 et ne joue que six matchs.
Sous les recommandations, il est mis à l'essai au Stade Malherbe de Caen qui se révèle concluant et signe un contrat amateur.
À la suite de ces bonnes performances dans le centre de formation normand, il obtient en l'espace de six mois un contrat aspirant.

### Débuts professionnels
Après quelques entraînements avec les pros, il fait sa première apparition avec le groupe professionnel lors du 16e de finale de Coupe de la Ligue face au FC Lorient le 24 octobre 2017. Puis lors d'un match de coupe de France face à Hazebrouck, il inscrit son premier but en professionnel qui donne la qualification de son équipe pour les 16e de finale de la Coupe de France. Sur la saison 2017-2018, il fait six apparitions pour un but.
Après ses débuts prometteurs, il obtient son premier contrat professionnel en mai 2018. Le 21 février 2019, Yoël Armougom prolonge son contrat avec le club normand jusqu'en 2023.

### Nouvelle destination
À l'été 2022 le natif de Saint-Denis de La Réunion est transféré au FC Sochaux-Montbéliard pour un contrat d'une durée de trois saisons.

## Statistiques
| Saison                | Club                   | Championnat           | Championnat | Championnat | Championnat | Coupe nationale | Coupe nationale | Coupe nationale | Coupe de la Ligue | Coupe de la Ligue | Coupe de la Ligue | Total | Total | Total |
| Saison                | Club                   | Division              | M.          | B.          | P.d.        | M.              | B.              | P.d.            | M.                | B.                | P.d.              | M.    | B.    | P.d.  |
| 2017-2018             | SM Caen                | Ligue 1               | 4           | 0           | 0           | 1               | 1               | 0               | 1                 | 0                 | 0                 | 6     | 1     | 0     |
| 2018-2019             | SM Caen                | Ligue 1               | 29          | 0           | 1           | 1               | 0               | 0               | 1                 | 0                 | 0                 | 31    | 0     | 1     |
| 2019-2020             | SM Caen                | Ligue 2               | 22          | 0           | 1           | 3               | 1               | 0               | 1                 | 0                 | 0                 | 26    | 1     | 1     |
| 2020-2021             | SM Caen                | Ligue 2               | 24          | 0           | 0           | 1               | 0               | 0               | -                 | -                 | -                 | 25    | 0     | 0     |
| 2021-2022             | SM Caen                | Ligue 2               | 20          | 0           | 0           | 1               | 0               | 0               | -                 | -                 | -                 | 21    | 0     | 0     |
| Sous-total            | Sous-total             | Sous-total            | 99          | 0           | 2           | 7               | 2               | 0               | 3                 | 0                 | 0                 | 109   | 2     | 2     |
| 2022-2023             | FC Sochaux-Montbéliard | Ligue 2               | 20          | 0           | 1           | 2               | 0               | 0               | -                 | -                 | -                 | 22    | 0     | 1     |
| 2023-2024             | Clermont Foot 63       | Ligue 1               | 5           | 0           | 0           | 1               | 0               | 0               | -                 | -                 | -                 | 6     | 0     | 0     |
| 2024-2025             | Clermont Foot 63       | Ligue 2               | 23          | 0           | 1           | 3               | 0               | 0               | -                 | -                 | -                 | 26    | 0     | 1     |
| Sous-total            | Sous-total             | Sous-total            | 28          | 0           | 1           | 4               | 0               | 0               | -                 | -                 | -                 | 32    | 0     | 1     |
| Total sur la carrière | Total sur la carrière  | Total sur la carrière | 147         | 0           | 4           | 13              | 2               | 0               | 3                 | 0                 | 0                 | 163   | 2     | 4     |

## Palmarès
- Champion de Régionale 2 en 2015 avec le Saint-Denis FC.